# مكوتا
المكوتا هي نوع من العمرات المستخدمة كتيجان في ممالك جنوب شرق آسيا في كمبوديا وتايلاند حالياً، وتاريخياً في إندونيسيا (جاوة وسومطرة وبالي) وماليزيا وسريلانكا ولاوس وميانمار.

## التسمية
جاء اسم مكوتا من تحريف الكلمة العربية (مخروطة)، وسميت مخروطة بسبب شكلها.